# Carbellino (kommunhuvudort)
Carbellino är en kommunhuvudort i Spanien.   Den ligger i provinsen Provincia de Zamora och regionen Kastilien och Leon, i den centrala delen av landet, 220 km väster om huvudstaden Madrid. Carbellino ligger 765 meter över havet och antalet invånare är 243.
Terrängen runt Carbellino är platt. Runt Carbellino är det mycket glesbefolkat, med 7 invånare per kvadratkilometer. Närmaste större samhälle är Villar del Buey, 11,7 km norr om Carbellino. Trakten runt Carbellino består i huvudsak av gräsmarker.